# Palazzi e parchi di Potsdam e Berlino
"Palazzi e parchi di Potsdam e Berlino" è il nome di un patrimonio dell'umanità dell'UNESCO, istituito nel 1990 ed esteso nel 1992 e nel 1999.
Il patrimonio comprende un insieme di palazzi, castelli e giardini storici costruiti fra il 1730 e il 1916 intorno alle rive del fiume Havel e dei laghi che si trovano fra le città di Potsdam e di Berlino.

## Inserimenti del 1990
- Palazzo di Sanssouci e parco di Sanssouci (Potsdam)
- Neuer Garten, Palazzo di Marmo e Palazzo Cecilienhof (Potsdam)
- Parco di Babelsberg e Castello di Babelsberg (Potsdam)
- Castello e parco di Glienicke (Berlino)
- Pfaueninsel e tutti gli edifici inclusi (Berlino)
- Böttcherberg (Berlino)
- Castello di caccia di Glienicke (Berlino)

## Ampliamento del 1992
- Chiesa del Redentore (Heilandskirche), Sacrow (Potsdam)
- Castello di Sacrow e Parco di Sacrow (Potsdam)

## Ampliamento del 1999
- Lindenallee (Potsdam)
- Königliche Gärtnerlehranstalt e il Kaiserbahnhof (Potsdam)
- Castello di Lindstedt e il parco (Potsdam)
- Villaggio di Bornstedt, chiesa, cimitero e area a nord del parco di Sanssouci (Potsdam)
- La Seekoppel (area a ovest del Ruinenberg a Potsdam)
- Voltaireweg (cintura verde e area tra il parco di Sanssouci e il Neuer Garten), Potsdam
- Area di ingresso al parco Sanssouci (Potsdam)
- Alexandrowka (Potsdam)
- Il Pfingstberg e il Belvedere sul Pfingstberg (Potsdam)
- L'area tra il Pfingstberg e il Neuer Garten, (Potsdam)
- La riva meridionale dello Jungfernsee (Potsdam)
- Königswald (la foresta che circonda il castello e il parco di Sacrow), Potsdam
- Accesso al parco di Babelsberg (Potsdam)
- Osservatorio a Babelsberg (Potsdam)